# Lorenzo Allegri (pittore)
Lorenzo Allegri (... – 1527) è stato un pittore italiano attivo a Correggio, nel ducato di Modena, tra la fine del XV secolo e gli inizi del XVI.

## Biografia
Poco si sa di Lorenzo come artista. Era, tuttavia, lo zio di Antonio Allegri da Correggio, e si presume che gli abbia insegnato a dipingere. Nel 1503 realizzò un dipinto per il convento di San Francesco di Correggio. Alcuni affreschi raffiguranti scene de Le metamorfosi di Ovidio nel palazzo del conte Giberto a Correggio, dipinti nel 1498 e firmati "Laurentius P.", sono tradizionalmente attribuiti a lui. Rimasero visibili fino alla metà del XVIII secolo, ma alla fine del XIX, nessuna sua opera era sopravvissuta.
Lorenzo si sposò due volte, prima con Caterina Calcagni, e poi con Maria Prato, di San Martino. Ebbe tre figlie e un figlio di nome Quirino, che studiò anche pittura. La seconda moglie di Lorenzo, e probabilmente i suoi figli, morirono prima di lui, poiché nel marzo del 1527 cedette le sue proprietà a suo fratello Pellegrino, padre di Antonio, conservando solo l'usufrutto. Sembra che sia stato abbastanza prospero, poiché era stato in grado di acquistare una piccola proprietà nel 1482.
Anche se mancano prove di qualsiasi lavoro sopravvissuto, molti storici dell'arte hanno messo in dubbio le sue capacità come artista, principalmente sulla base di un'osservazione umoristica in un opuscolo di Rinaldo Corso (che era stato usato in precedenza su altri pittori) secondo il quale "desiderava rappresentare un leone, [Lorenzo] ha disegnato una capra e ha scritto il titolo sopra di essa."